# Klatovy
Klatovy (niem. Klattau) – miasto w Czechach, w kraju pilzneńskim. Według danych z 31 grudnia 2003 powierzchnia miasta wynosiła 8 106 ha. Liczba mieszkańców wynosi 23 102 osoby (2007).

## Demografia
| Rok             | 1970   | 1980   | 1991   | 2001   | 2003   | 2007   |
| --------------- | ------ | ------ | ------ | ------ | ------ | ------ |
| Liczba ludności | 19 087 | 21 744 | 23 098 | 23 033 | 22 872 | 23 102 |

Źródło: Czeski Urząd Statystyczny

## Sanktuarium
W Klatovach znajduje się Sanktuarium Matki Bożej Krwi. Wielki obraz przedstawiający Matkę Krwi trafił do Czech za sprawą komisarza Ricolta i został ofiarowany jego córce, żonie krawca Andrzeja Hirshbergera, który 8 lipca 1685 roku zauważył wypłynięcie kropli krwi z rany namalowanej na twarzy Dziewicy. W późniejszym okresie obraz przeniesiono do kościoła, gdzie krew nadal wypływała z rany, mocząc Dzieciątko siedzące na kolanach Matki i kartę papieru położoną pod obrazem.
Arcybiskup Pragi, aby uniknąć przesadzonego i niedozwolonego kultu, pozwolił na badania kanoniczne i jednocześnie na jego polecenie obraz został ukryty. Uwzględniając protesty ludzi, komisja arcybiskupia w ciągu dwóch miesięcy prześledziła zebrane świadectwa i dokumenty. Oświadczono w 1685 roku, że wszystkie wydarzenia miały charakter cudu. 

## Galeria

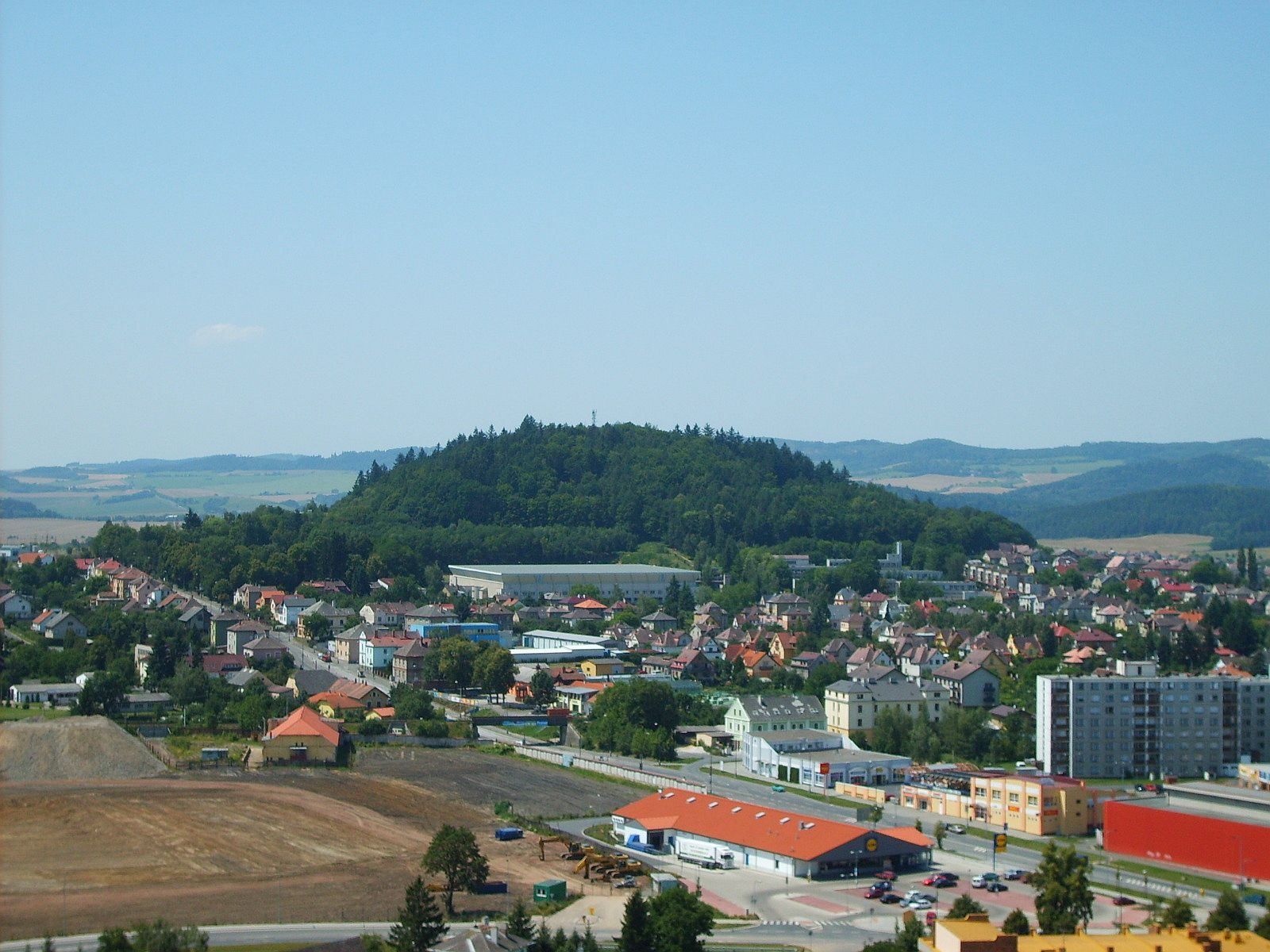
Klatovská hůrka (498 m) w zachodniej części miasta
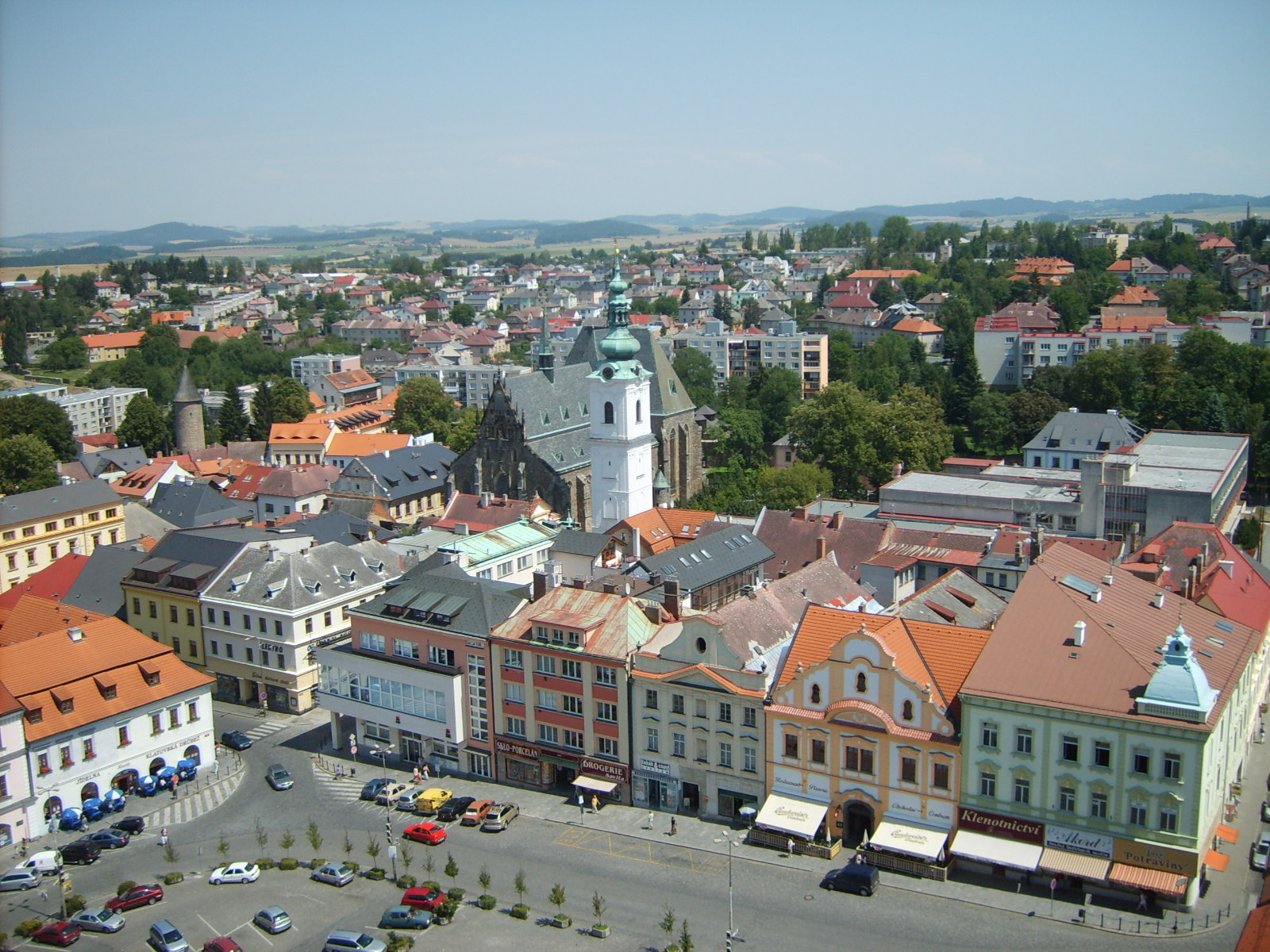
Widok z wieży ratusza
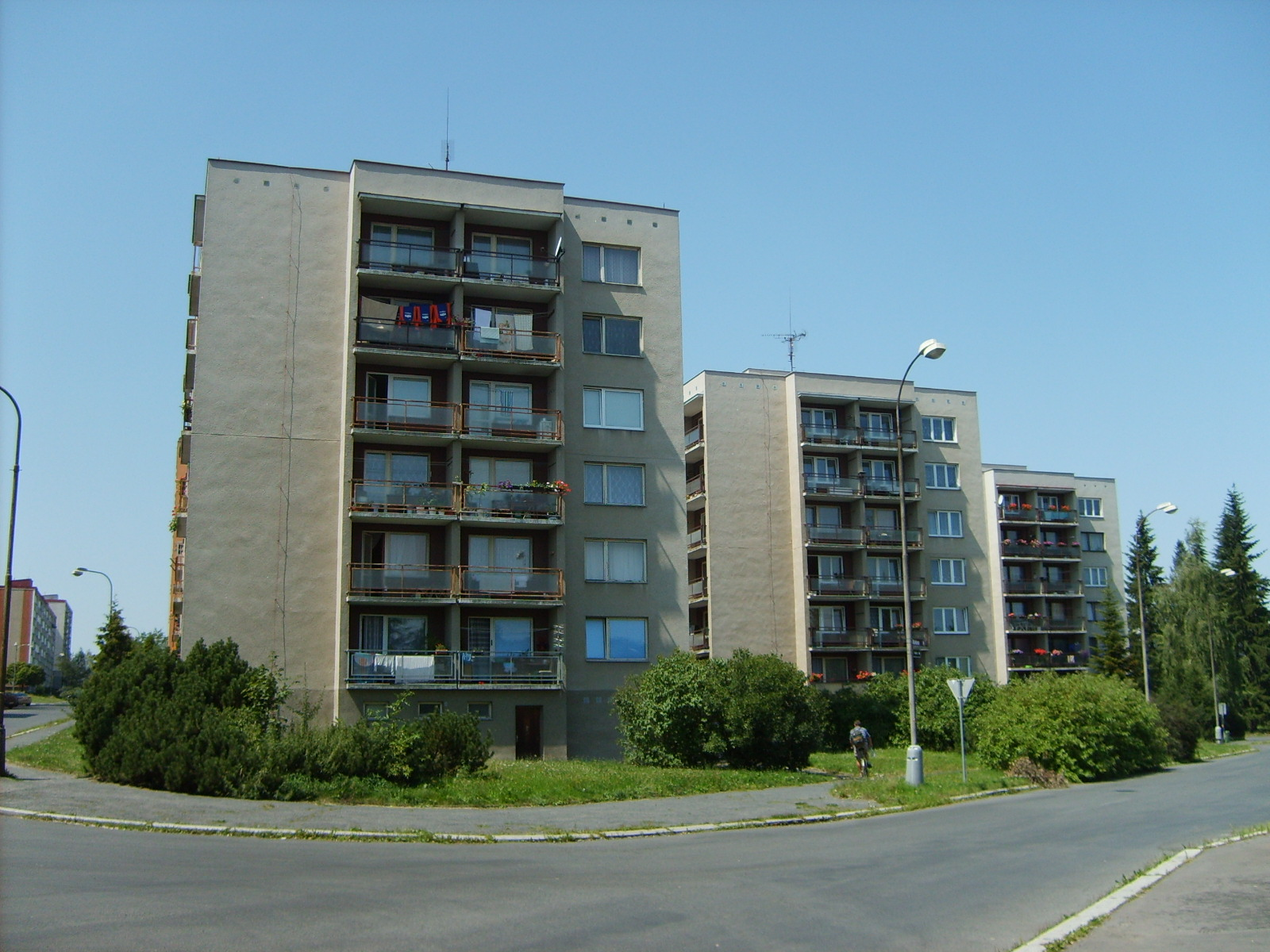
Bloki z lat 70.

## Miasta partnerskie
- Cham
- Heemskerk
- Poligny
- Polewskoj[1]